# Devulli (Tinai), Supa
Devulli (Tinai) là một làng thuộc tehsil Supa, huyện Uttara Kannada, bang Karnataka, Ấn Độ.